# 코로나19 범유행에 대한 중국 대륙의 봉쇄 조치
코로나19 범유행에 대한 중국 대륙의 봉쇄 조치는 코로나19 범유행으로 인해 중국의 여러 지방이 봉쇄 조치를 취하는 것을 의미한다.
2020년 1월 23일 우한시에서 먼저 시행되었으며, 우한의 봉쇄 이후 다른 중국 도시에서도 비슷한 조치가 이루어졌다. 우한이 봉쇄된 몇 시간 후 황강시와 어저우시 등에서도 봉쇄 조치가 시행되었으며, 후베이성의 12개 도시의 총 5억 2천만 명이 영향을 미쳤다.

## 같이 보기
- 2022년 중국 시위
- 우한일기(en:Wuhan Diary)
  - 팡팡(en:Fang Fang, 方方)
- 장보리